# Pseudoterpna prasinaria
Pseudoterpna prasinaria är en fjärilsart som beskrevs av Fabricius 1775. Pseudoterpna prasinaria ingår i släktet Pseudoterpna och familjen mätare. Inga underarter finns listade.